# Verwaltungsgemeinschaft Saalkreis Nord
In der Verwaltungsgemeinschaft Saalkreis Nord aus dem sachsen-anhaltischen Saalekreis waren zehn Gemeinden zur Erledigung ihrer Verwaltungsgeschäfte zusammengeschlossen. Verwaltungssitz war die Stadt Löbejün. Am 1. Januar 2011 wurde die Verwaltungsgemeinschaft aufgelöst und aus den ehemaligen Mitgliedsgemeinden die neue Stadt und Einheitsgemeinde Löbejün-Wettin (seit 7. April 2011 Wettin-Löbejün) gegründet.

## Die Gemeinden mit ihren Ortsteilen
1. Brachwitz mit Friedrichsschwerz
2. Döblitz
3. Domnitz mit Dornitz und Dalena
4. Gimritz
5. Stadt Löbejün mit Gottgau und Schlettau
6. Nauendorf mit Kleinmerbitz, Merbitz und Priester
7. Neutz-Lettewitz mit Deutleben, Görbitz, Lettewitz und Neutz
8. Plötz mit Kösseln
9. Rothenburg
10. Stadt Wettin mit Dößel (sowie Dobis und Schachtberg), Mücheln, Schachtberg und Zaschwitz